# The Nun
The Nun är en amerikansk gotisk, övernaturlig skräckfilm, samt en andlig uppföljare till filmen The Conjuring 2, som hade biopremiär i Sverige och USA den 7 september 2018. Filmen är regisserad av Corin Hardy, från ett manus skrivet av Gary Dauberman. I huvudrollerna syns Taissa Farmiga, Demián Bichir och Jonas Bloquet, tillsammans med Bonnie Aarons, som återigen har valt att axla rollen som den demoniska nunnan Valak, från den tidigare nämnda filmen The Conjuring 2.

## Handling
Filmens handling utspelar sig i Rumänien under år 1952, och kretsar kring fader Burke och syster Irene, som har skickats till det tidigare nämnda landet, för att undersöka ett mystiskt självmord av en nunna, som sägs ha begåtts på ett kloster i byn Cârța.

## Rollista (i urval)
| Demián Bichir  | – Fader Burke      |
| Taissa Farmiga | – Syster Irene     |
| Jonas Bloquet  | – Frenchie         |
| Bonnie Aarons  | – Nunnan           |
| Ingrid Bisu    | – Syster Oana      |
| Charlotte Hope | – Syster Victoria  |
| Maria Obretin  | – Syster Abigail   |
| August Maturo  | – Daniel           |
| Michael Smiley | – Biskop Pasquale  |
| Manuela Ciucur | – Syster Christine |
| Mark Steger    | – Hertigen         |